# Coppa panamericana maschile under 21 di pallavolo 2011
La Coppa panamericana maschile under 21 di pallavolo 2011 si è svolta dal 22 al 27 giugno a Panama, a Panama: al torneo hanno partecipato otto squadre nazionali under 21 nordamericane e sudamericane e la vittoria finale è andata per la prima volta al Venezuela.

## Impianti
|                                                                         |  |  |
|                                                                         |  |  |
| Roberto Durán Arena Città: Panama Capienza: 8 417 Anno d'apertura: 1970 |  |  |

## Regolamento

### Formula
Le squadre hanno disputato una prima fase a gironi con formula del girone all'italiana; al termine della prima fase:
- Le prime tre classificate di ogni girone hanno acceduto alla fase finale per il primo posto, strutturata in quarti di finale, a cui hanno partecipato solo le seconde e le terze classificate, semifinali, finale per il terzo posto e finale.
- Le quarte classificate di ogni girone e le due eliminate ai quarti di finale della fase finale per il primo posto hanno acceduto alla fase finale per il quinto posto, strutturata in semifinale, finale per il settimo posto e finale per il quinto posto.

### Criteri di classifica
Se il risultato finale è stato di 3-0 o 3-1 sono stati assegnati 3 punti alla squadra vincente e 0 a quella sconfitta, se il risultato finale è stato di 3-2 sono stati assegnati 2 punti alla squadra vincente e 1 a quella sconfitta.
L'ordine del posizionamento in classifica è stato definito in base a:
- Punti;
- Numero di partite vinte;
- Ratio dei set vinti/persi;
- Ratio dei punti realizzati/subiti.

## Squadre partecipanti
| Squadra         | Qualificazione      | Ultima partecipazione |
| --------------- | ------------------- | --------------------- |
| Canada          | -                   | Debutto               |
| Cile            | -                   | Debutto               |
| Honduras        | -                   | Debutto               |
| Messico         | -                   | Debutto               |
| Panama          | Paese organizzatore | Debutto               |
| Porto Rico      | -                   | Debutto               |
| Rep. Dominicana | -                   | Debutto               |
| Venezuela       | -                   | Debutto               |

## Torneo

### Fase a gironi
| Girone A        | Girone B   |
| --------------- | ---------- |
| Honduras        | Canada     |
| Panama          | Cile       |
| Rep. Dominicana | Messico    |
| Venezuela       | Porto Rico |

#### Girone A

##### Risultati
| 22 giugno 2011 Roberto Durán Arena, Panama Durata: 1h:17 - Spettatori: 100 | Venezuela       | 3 - 0 | Rep. Dominicana | 26-24, 25-20, 25-20              |
| 22 giugno 2011 Roberto Durán Arena, Panama Durata: 1h:25 - Spettatori: 200 | Panama          | 3 - 2 | Honduras        | 20-25, 25-19, 19-25, 25-17, 15-4 |
| 23 giugno 2011 Roberto Durán Arena, Panama Durata: 0h:51 - Spettatori: 100 | Venezuela       | 3 - 0 | Honduras        | 25-3, 25-7, 25-9                 |
| 23 giugno 2011 Roberto Durán Arena, Panama Durata: 1h:07 - Spettatori: 150 | Rep. Dominicana | 3 - 0 | Panama          | 25-18, 25-17, 25-19              |
| 24 giugno 2011 Roberto Durán Arena, Panama Durata: 1h:03 - Spettatori: 100 | Rep. Dominicana | 3 - 0 | Honduras        | 25-12, 25-13, 25-15              |
| 24 giugno 2011 Roberto Durán Arena, Panama Durata: 1h:02 - Spettatori: 150 | Panama          | 0 - 3 | Venezuela       | 10-25, 16-25, 10-25              |

##### Classifica
| Pos | Squadra         | Pt | G | V | P | SV | SP | Ratio | PF  | PS  | Ratio |
| --- | --------------- | -- | - | - | - | -- | -- | ----- | --- | --- | ----- |
| 1   | Venezuela       | 9  | 3 | 3 | 0 | 9  | 0  | MAX   | 226 | 119 | 1.899 |
| 2   | Rep. Dominicana | 6  | 3 | 2 | 1 | 6  | 3  | 2.000 | 214 | 170 | 1.259 |
| 3   | Panama          | 2  | 3 | 1 | 2 | 3  | 8  | 0.375 | 194 | 240 | 0.808 |
| 4   | Honduras        | 1  | 3 | 0 | 3 | 2  | 9  | 0.222 | 149 | 254 | 0.587 |

#### Girone B

##### Risultati
| 22 giugno 2011 Roberto Durán Arena, Panama Durata: 1h:52 - Spettatori: 100 | Canada     | 2 - 3 | Cile       | 25-15, 19-25, 26-28, 25-17, 11-15 |
| 22 giugno 2011 Roberto Durán Arena, Panama Durata: 1h:16 - Spettatori: 200 | Porto Rico | 3 - 0 | Messico    | 25-18, 25-21, 25-22               |
| 23 giugno 2011 Roberto Durán Arena, Panama Durata: 1h:23 - Spettatori: 100 | Porto Rico | 0 - 3 | Cile       | 12-25, 22-25, 22-25               |
| 23 giugno 2011 Roberto Durán Arena, Panama Durata: 1h:35 - Spettatori: 100 | Canada     | 3 - 1 | Messico    | 25-16, 25-22, 20-25, 25-20        |
| 24 giugno 2011 Roberto Durán Arena, Panama Durata: 1h:51 - Spettatori: 100 | Messico    | 1 - 3 | Cile       | 24-26, 23-25, 25-18, 21-25        |
| 24 giugno 2011 Roberto Durán Arena, Panama Durata: 1h:53 - Spettatori: 125 | Canada     | 1 - 3 | Porto Rico | 25-17, 23-25, 25-27, 16-25        |

##### Classifica
| Pos | Squadra    | Pt | G | V | P | SV | SP | Ratio | PF  | PS  | Ratio |
| --- | ---------- | -- | - | - | - | -- | -- | ----- | --- | --- | ----- |
| 1   | Cile       | 8  | 3 | 3 | 0 | 9  | 3  | 3.000 | 269 | 255 | 1.055 |
| 2   | Porto Rico | 6  | 3 | 2 | 1 | 6  | 4  | 1.500 | 225 | 225 | 1.000 |
| 3   | Canada     | 4  | 3 | 1 | 2 | 6  | 7  | 0.857 | 290 | 277 | 1.047 |
| 4   | Messico    | 0  | 3 | 0 | 3 | 2  | 9  | 0.222 | 237 | 264 | 0.898 |

### Fase finale

#### Finali 1º e 3º posto
|  | Quarti          | Quarti     |           |            | Semifinali         | Semifinali         |  |  | Finale 1º/2º posto | Finale 1º/2º posto |
|  |                 |            |           |            |                    |                    |  |  |                    |                    |
|  |                 |            |           |            |                    |                    |  |  |                    |                    |
|  |                 |            |           |            |                    |                    |  |  |                    |                    |
|  | -               | -          |           |            |                    |                    |  |  |                    |                    |
|  | -               | -          |           |            |                    |                    |  |  |                    |                    |
|  | -               | -          |           |            |                    |                    |  |  |                    |                    |
|  | -               | -          | Venezuela | 3          |                    |                    |  |  |                    |                    |
|  |                 |            | Venezuela | 3          |                    |                    |  |  |                    |                    |
|  |                 | Porto Rico | 0         |            |                    |                    |  |  |                    |                    |
|  | Porto Rico      | Porto Rico | 0         | 3          |                    |                    |  |  |                    |                    |
|  | Porto Rico      |            |           | 3          |                    |                    |  |  |                    |                    |
|  | Panama          | 0          |           |            |                    |                    |  |  |                    |                    |
|  | Panama          | 0          | Venezuela | 3          |                    |                    |  |  |                    |                    |
|  |                 |            | Venezuela | 3          |                    |                    |  |  |                    |                    |
|  |                 | Canada     | 1         |            |                    |                    |  |  |                    |                    |
|  | -               | Canada     | 1         | -          |                    |                    |  |  |                    |                    |
|  | -               |            |           | -          |                    |                    |  |  |                    |                    |
|  | -               | -          |           |            |                    |                    |  |  |                    |                    |
|  | -               | -          | Cile      | 1          | Finale 3º/4º posto | Finale 3º/4º posto |  |  |                    |                    |
|  |                 |            | Cile      | 1          | Finale 3º/4º posto | Finale 3º/4º posto |  |  |                    |                    |
|  |                 | Canada     | 3         |            |                    |                    |  |  |                    |                    |
|  | Canada          | Canada     | 3         | 3          | Cile               | 3                  |  |  |                    |                    |
|  | Canada          |            |           | 3          | Cile               | 3                  |  |  |                    |                    |
|  | Rep. Dominicana | 0          |           | Porto Rico | 1                  |                    |  |  |                    |                    |
|  | Rep. Dominicana | 0          |           |            | 1                  |                    |  |  |                    |                    |
|  |                 |            |           |            |                    |                    |  |  |                    |                    |
|  |                 |            |           |            |                    |                    |  |  |                    |                    |

##### Quarti di finale
| 25 giugno 2011 Roberto Durán Arena, Panama Durata: 1h:01 - Spettatori: 150 | Porto Rico | 3 - 0 | Panama          | 25-14, 25-14, 25-17 |
| 25 giugno 2011 Roberto Durán Arena, Panama Durata: 1h:05 - Spettatori: 200 | Canada     | 3 - 0 | Rep. Dominicana | 25-17, 25-14, 25-16 |

##### Semifinali
| 26 giugno 2011 Roberto Durán Arena, Panama Durata: 1h:14 - Spettatori: 150 | Cile      | 0 - 3 | Canada     | 17-25, 18-25, 23-25        |
| 26 giugno 2011 Roberto Durán Arena, Panama Durata: 1h:37 - Spettatori: 150 | Venezuela | 3 - 1 | Porto Rico | 25-21, 21-25, 25-21, 25-20 |

##### Finale 3º posto
| 27 giugno 2011 Roberto Durán Arena, Panama Durata: 1h:48 - Spettatori: 150 | Cile | 1 - 3 | Porto Rico | 26-24, 19-25, 25-22, 25-19 |

##### Finale
| 27 giugno 2011 Roberto Durán Arena, Panama Durata: 1h:53 - Spettatori: 200 | Canada | 1 - 3 | Venezuela | 23-25, 25-16, 19-25, 23-25 |

#### Finali 5º e 7º posto
|  | semifinali      | semifinali      | semifinali |         |                 | finale 5º posto | finale 5º posto | finale 5º posto |  |
|  |                 |                 |            |         |                 |                 |                 |                 |  |
|  | Honduras        | Honduras        | 0          |         |                 |                 |                 |                 |  |
|  | Honduras        | Honduras        | 0          |         |                 |                 |                 |                 |  |
|  | Rep. Dominicana | Rep. Dominicana | 3          |         |                 |                 |                 |                 |  |
|  | Rep. Dominicana | Rep. Dominicana | 3          |         | Rep. Dominicana | Rep. Dominicana | 2               |                 |  |
|  |                 |                 |            |         | Rep. Dominicana | Rep. Dominicana | 2               |                 |  |
|  |                 |                 | Messico    | Messico | 3               |                 |                 |                 |  |
|  | Messico         | Messico         | Messico    | Messico | 3               | 3               |                 |                 |  |
|  | Messico         | Messico         |            |         |                 | 3               |                 |                 |  |
|  | Panama          | Panama          | 0          |         |                 | finale 7º posto | finale 7º posto | finale 7º posto |  |
|  | Panama          | Panama          | 0          |         |                 |                 |                 |                 |  |
|  |                 |                 |            |         |                 |                 |                 |                 |  |
|  |                 |                 |            |         |                 | Honduras        | Honduras        | 0               |  |
|  |                 |                 |            |         |                 | Honduras        | Honduras        | 0               |  |
|  |                 |                 |            |         |                 | Panama          | Panama          | 3               |  |

##### Semifinali
| 26 giugno 2011 Roberto Durán Arena, Panama Durata: 0h:54 - Spettatori: 100 | Honduras | 0 - 3 | Rep. Dominicana | 8-25, 11-25, 10-25  |
| 26 giugno 2011 Roberto Durán Arena, Panama Durata: 1h:03 - Spettatori: 100 | Messico  | 3 - 0 | Panama          | 25-19, 25-19, 25-18 |

##### Finale 7º posto
| 27 giugno 2011 Roberto Durán Arena, Panama Durata: 1h:48 - Spettatori: 75 | Honduras | 2 - 3 | Panama | 25-22, 19-25, 27-25, 21-25, 9-15 |

##### Finale 5º posto
| 27 giugno 2011 Roberto Durán Arena, Panama Durata: 1h:48 - Spettatori: 100 | Rep. Dominicana | 2 - 3 | Messico | 25-23, 25-20, 21-25, 22-25, 8-15 |

## Classifica finale
| Pos     | Squadra         | Rosa |
| ------- | --------------- | --- |
| Oro     | Venezuela       | Formazione: 2 Brito, 3 Sanoja, 4 Mata, 5 Rodríguez, 6 Paez, 8 Arteaga, 10 Piñerúa, 11 Contreras, 12 Espinoza, 14 Antonio, 17 Mayor, 18 Martínez, CT: Herrera           |
| Argento | Canada          | Formazione: 3 Moreau, 5 Aubry, 7 Hoag, 8 Olmstead, 9 Bélisle, 10 Alexander, 11 Kufske, 12 Van Berkel, 13 Schmidt, 15 Sanders, 16 Thiessen, 18 Mueller, CT: Laplante    |
| Bronzo  | Cile            | Formazione: 1 Guerra, 2 Baeza, 4 T. Parraguirre, 5 V. Parraguirre, 6 Orrego, 7 Papagallo, 8 Pacheco, 9 Araya, 10 Banda, 12 Bonačić, 14 Giuria, 17 Zavala, CT: Nejamkin |
| 4       | Porto Rico      | Formazione: 1 Mulero, 3 Santiago, 5 Nieves, 7 Rivera, 8 Ribas, 9 Romero, 11 Agosto, 14 Negrón, 16 Marrero, 17 Burgos, CT: Rodríguez                                    |
| 5       | Messico         | Formazione: 2 Barajas, 3 Serrano, 4 Verdugo, 5 Revuelta, 6 Rivera, 7 Orellana, 8 Cabrera, 9 Sánchez, 10 Mendoza, 11 Acosta, 15 Perales, 16 Garza, CT: Jim              |
| 6       | Rep. Dominicana | Formazione: 1 Campechano, 2 Eusebio, 3 Burgos, 4 Tapia, 6 Cordero, 7 Rijo, 11 Ponceano, 12 Coca, 15 Severino, 18 Tavárez, CT: Vásquez                                  |
| 7       | Panama          | Formazione: 1 Salado, 2 Quintero, 3 Peralta, 4 Quiel, 5 Fuentes, 6 Otton, 7 Franco, 8 Gómez, 9 Sánchez, 10 Ibarra, 11 Valdez, 12 Murillo, CT: Clarke                   |
| 8       | Honduras        | Formazione: 1 Maradiaga, 2 Padilla, 3 J. Vásquez, 4 Maldonado, 5 Chávez, 6 Cacho, 7 Hernández, 8 Flores, 9 Ochoa, 10 R. Vásquez, 11 Sabio, 12 Massu, CT: Godoy         |

## Premi individuali
| Premio                | Nome             | Squadra         |
| --------------------- | ---------------- | --------------- |
| MVP                   | Kervin Piñerúa   | Venezuela       |
| Miglior realizzatore  | Anaury Burgos    | Rep. Dominicana |
| Miglior attaccante    | Nicholas Hoag    | Canada          |
| Miglior muro          | Doménico Giuria  | Cile            |
| Miglior servizio      | Jhoser Contreras | Venezuela       |
| Miglior palleggiatore | Jorge Barajas    | Messico         |
| Miglior ricevitore    | José Mulero      | Porto Rico      |
| Miglior difesa        | José Mulero      | Porto Rico      |
| Miglior libero        | José Mulero      | Porto Rico      |